# Drachenhöhle Syrau
Die Drachenhöhle Syrau ist eine Tropfsteinhöhle im sächsischen Syrau. 

## Geschichte
Die Höhle wurde am 14. März 1928 bei Steinbrucharbeiten vom Bruchmeister Ludwig Undeutsch entdeckt. Wirtschaftliche Interessen und die Sorge um Arbeitsplätze mussten abgewogen werden, doch bereits wenige Tage später war der Fortbestand der Höhle gesichert und am 28. September 1928 wurde sie für die ersten Besucher freigegeben.
Damit verbunden war eine wissenschaftliche Untersuchung der Höhle durch Alfred Uhlemann und Ernst Weise. Die Ergebnisse wurden 1929 in dem Führer durch die Drachenhöhle zusammengefasst. Die zunehmende Bekanntheit der Höhle ermöglichte den weiteren Ausbau der öffentlich zugänglichen Höhlenteile. Die etwa 15 Meter tiefe Karbonatkarsthöhle erstreckt sich über eine Gesamtlänge von 550 Meter. Davon sind 350 Meter touristisch erschlossen. In den verschiedenen Sälen der Höhle befinden sich mehrere miteinander verbundene Höhlenseen. Die Drachenhöhle ist im sächsischen Höhlenkataster unter der Nr. 5438 EG-07 verzeichnet.
Ab 1978 begann die Erkundung der Unterwasserbereiche durch Zwickauer Taucher. Die Tauchgänge erbrachten neue Kenntnisse zur Ausdehnung der Höhle. Eine routinemäßige Überprüfung der Wasser-, Boden- und Luftproben zeigt eine relativ hohe natürlich bedingte Radonbelastung. Sie stellt jedoch bei einem kurzzeitigen Besuch kein Gesundheitsrisiko dar. Höhlenführer müssen regelmäßig arbeitsmedizinisch überwacht werden.
Um die geforderten Sicherheitsvorschriften für Schauhöhlen zu erfüllen, wurde in den 1980er Jahren eine Bewetterung der Höhle veranlasst. Im Jahr 1989 zählte die Verwaltung bereits 156.000 Besucher. Danach wurden seit 1990 im Bereich der öffentlich zugänglichen Teile in größerem Umfang Schimmelpilze und Flechten nachgewiesen. Ab Sommer 1990 wurde ein geändertes Belüftungskonzept realisiert und der Besuch der Höhle limitiert.
Die Drachenhöhle besitzt zahlreiche sehenswerte Sintergebilde. Besonders bemerkenswert ist eine 50 Zentimeter lange Sinterfahne namens „Gardine“. Das Loch in ihr stammt von einem Pistolenschuss eines Sowjetsoldaten.

## Ansichten

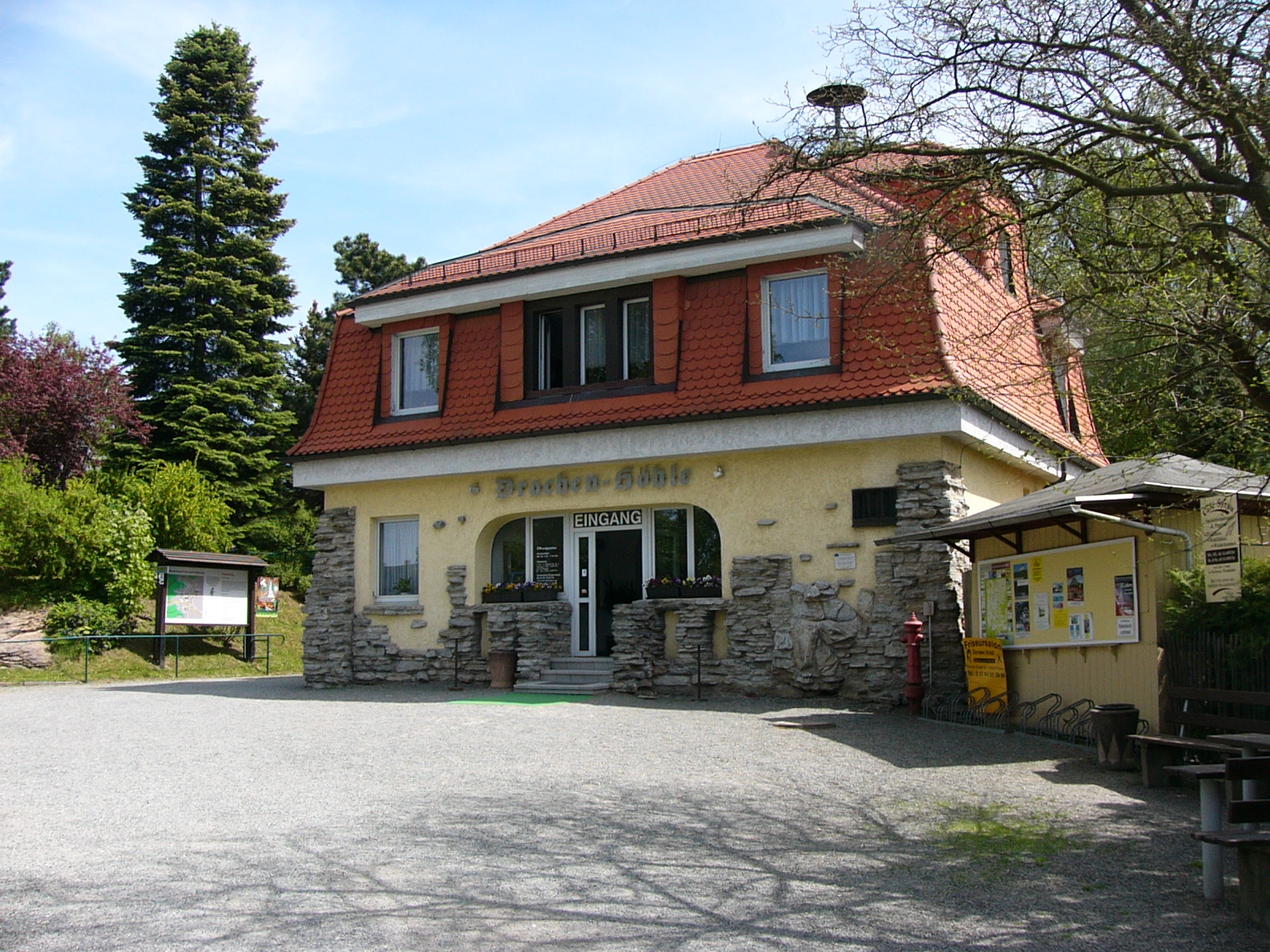
Eingangsgebäude
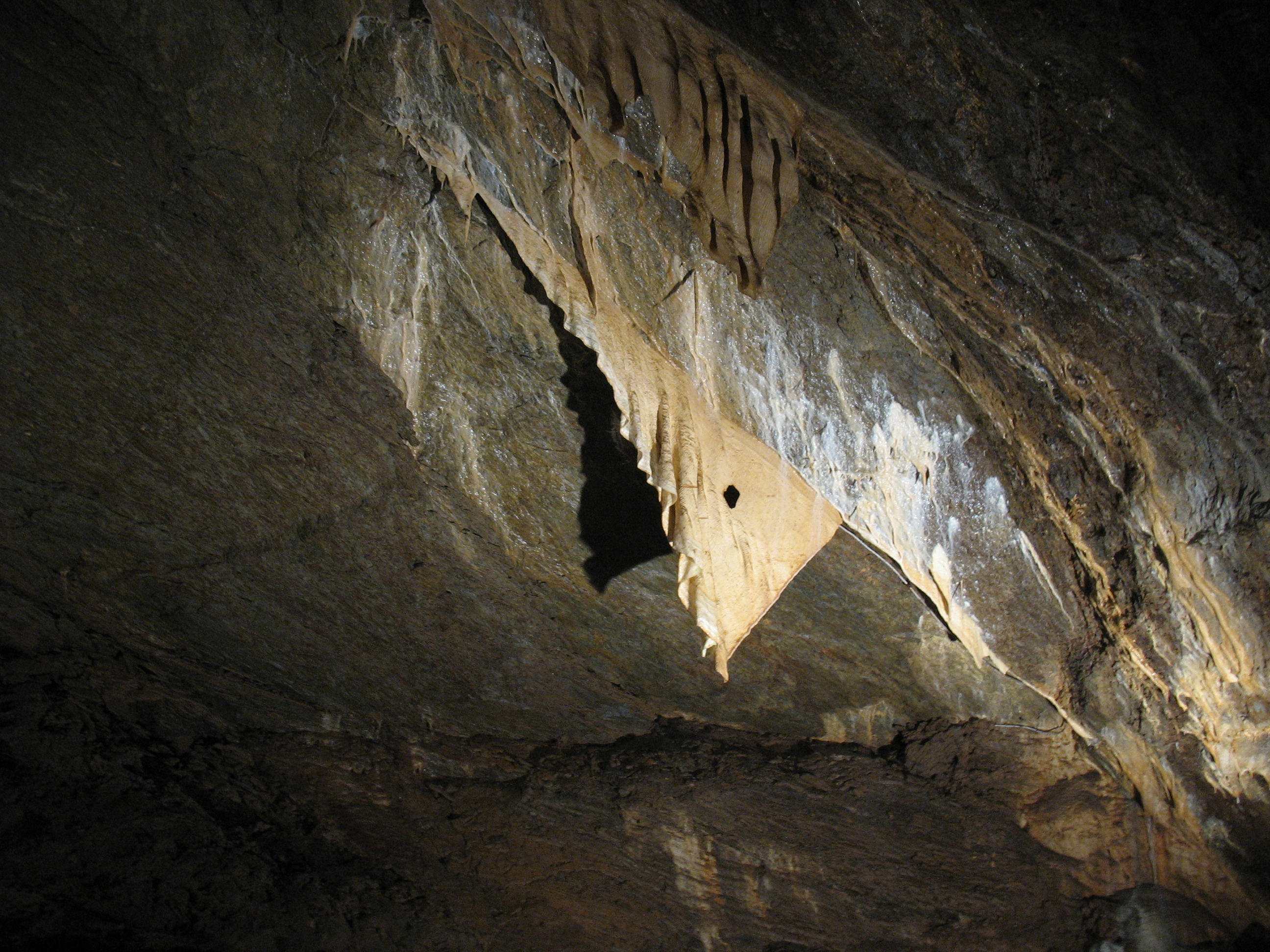
Die „Gardine“ in der Höhle
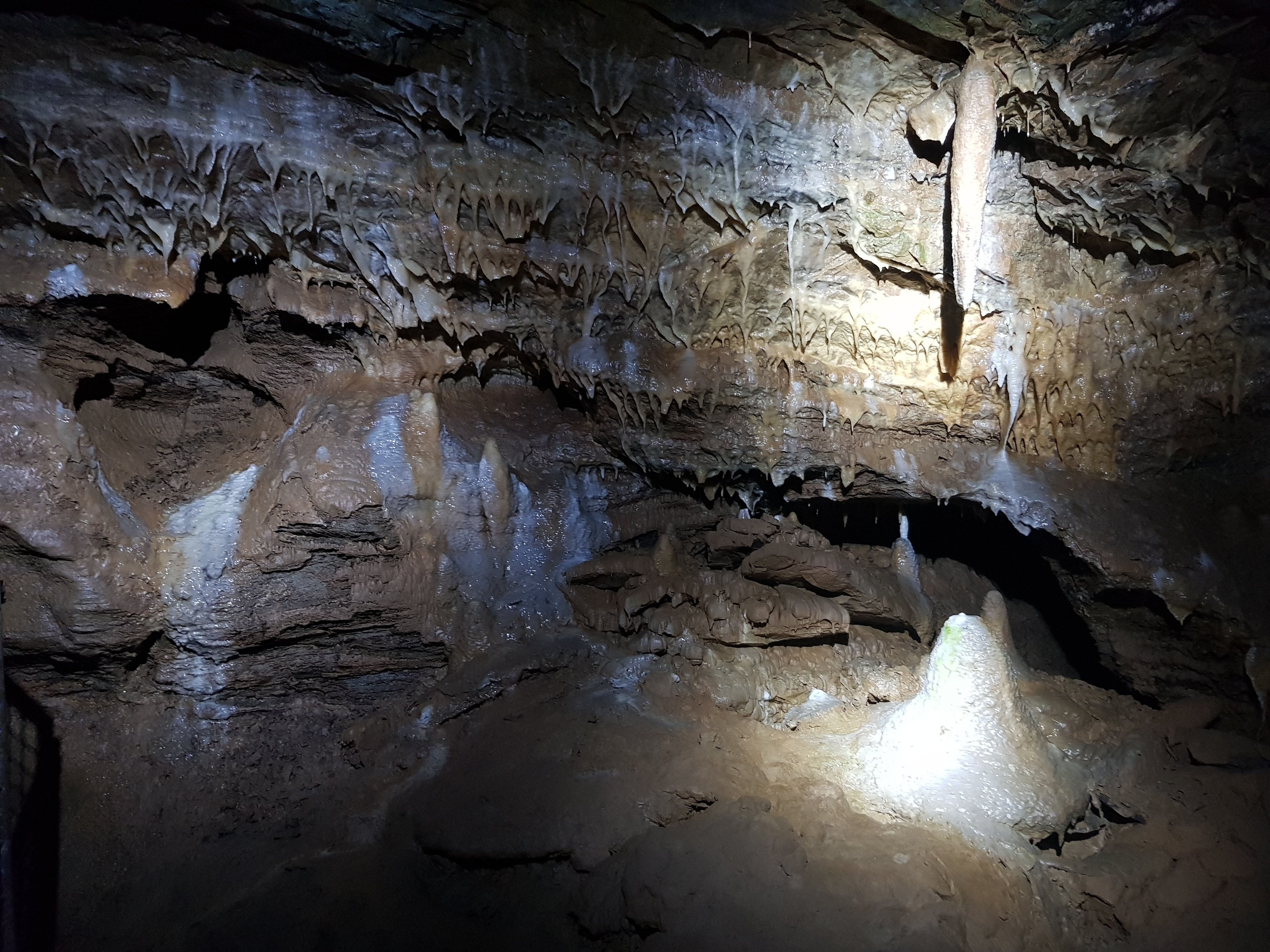
Drachenhöhle Syrau
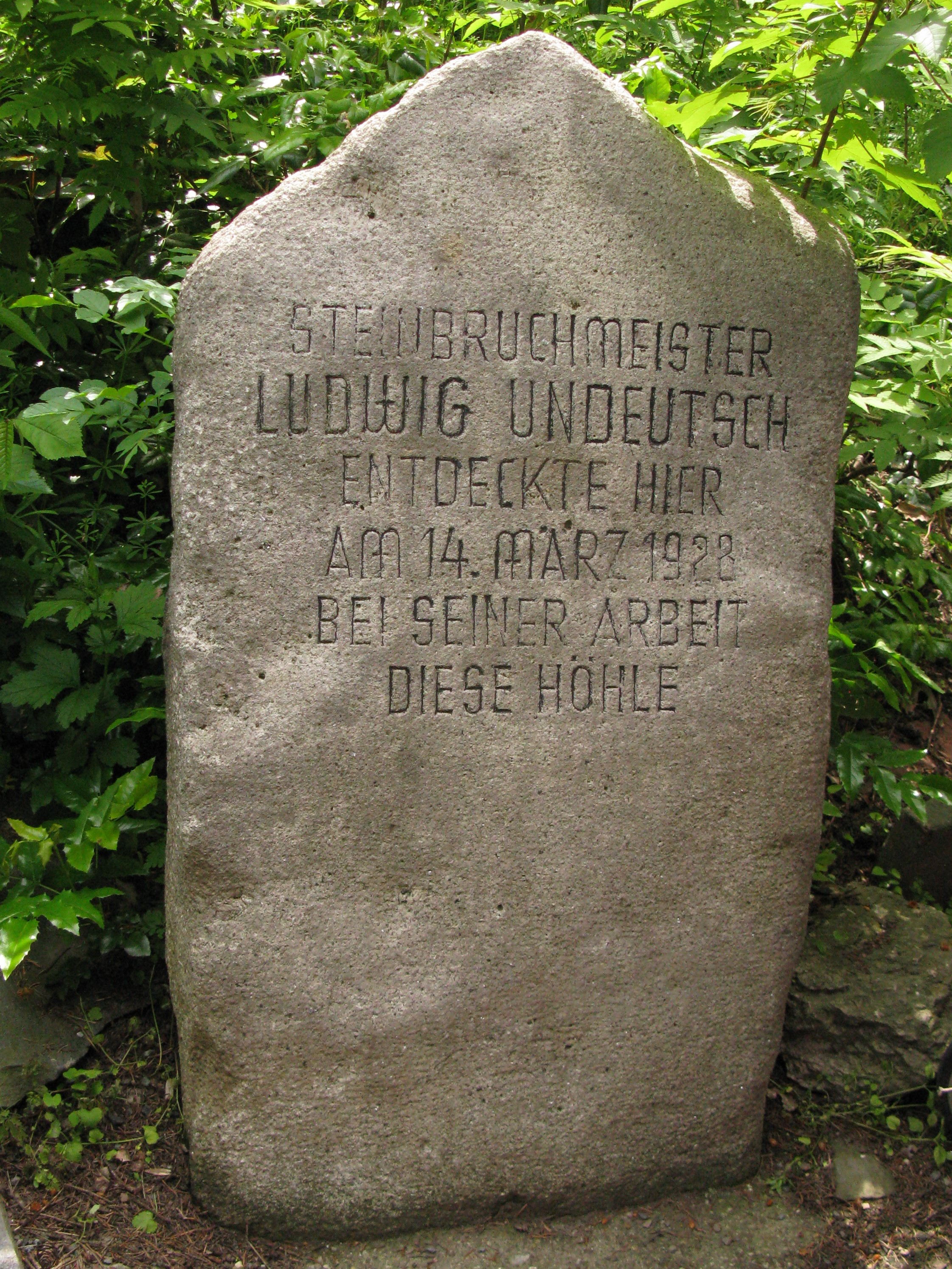
Drachenhöhle Syrau, Gedenkstein